# Sức bền

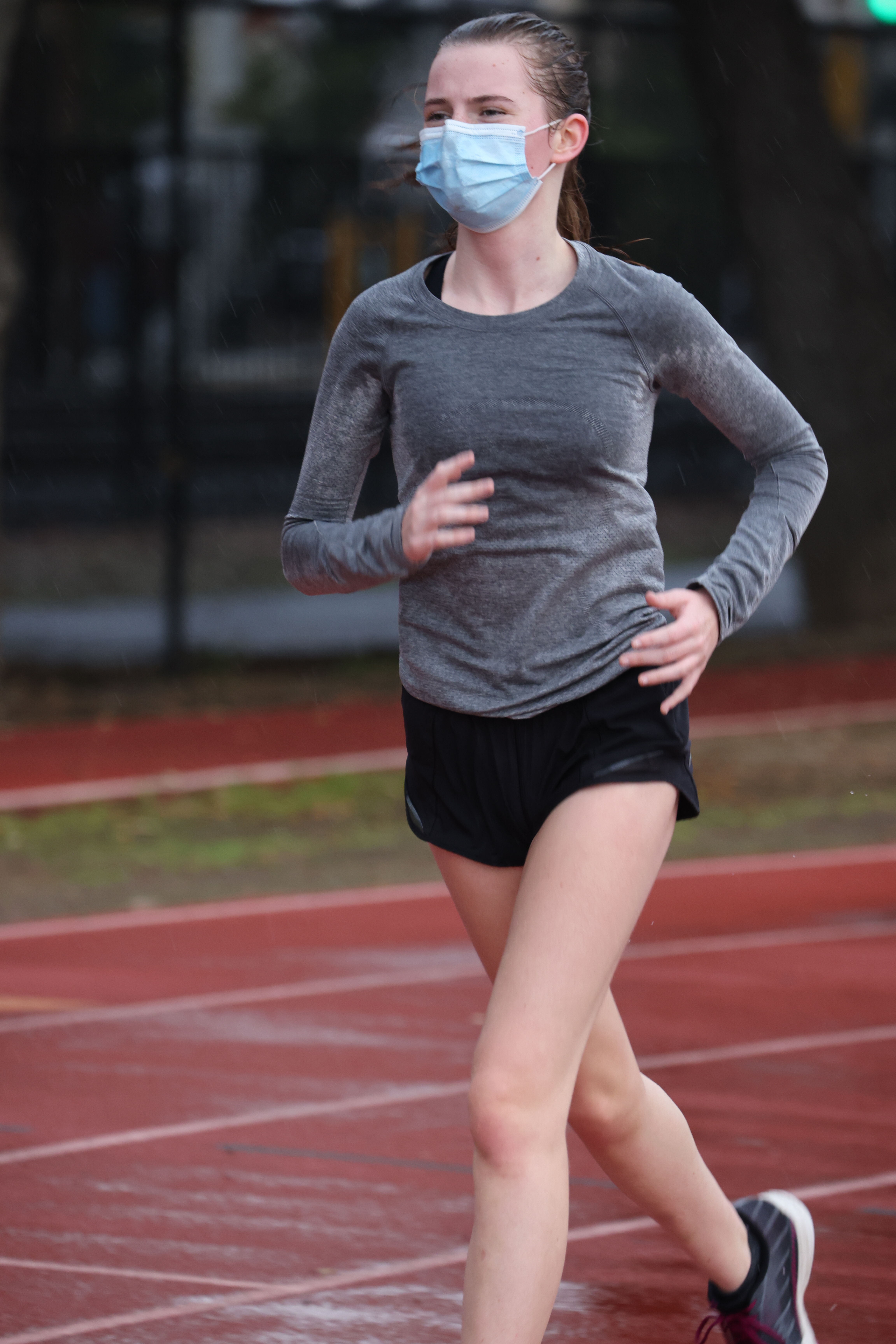
Một học sinh trường Palo Alto đang trong bài thể dục tăng sức bền

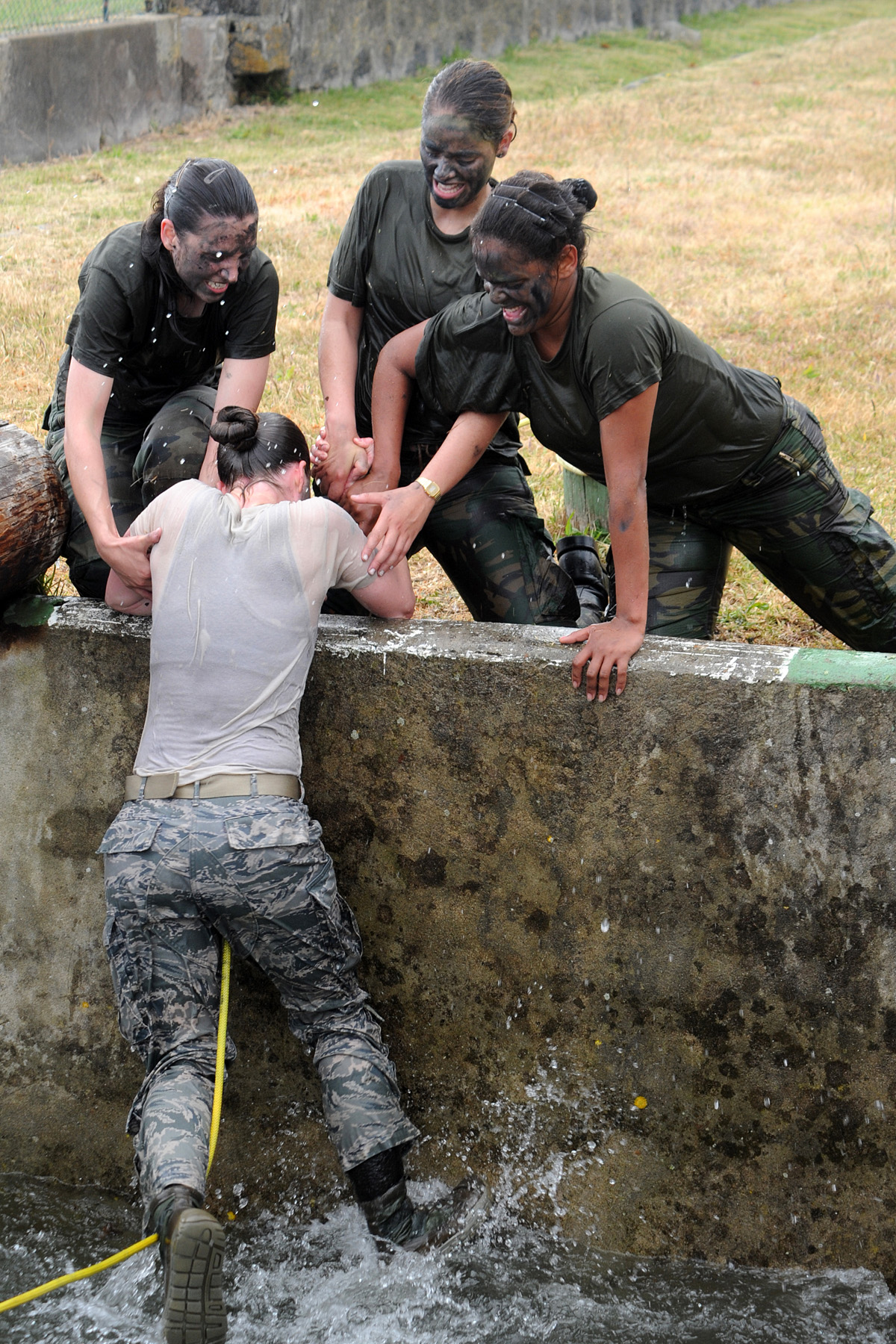
Bài huấn luyện nâng cao sức bền trong quân đội để luôn duy trì trạng thái sẵn sàng chiến đấu liên tục

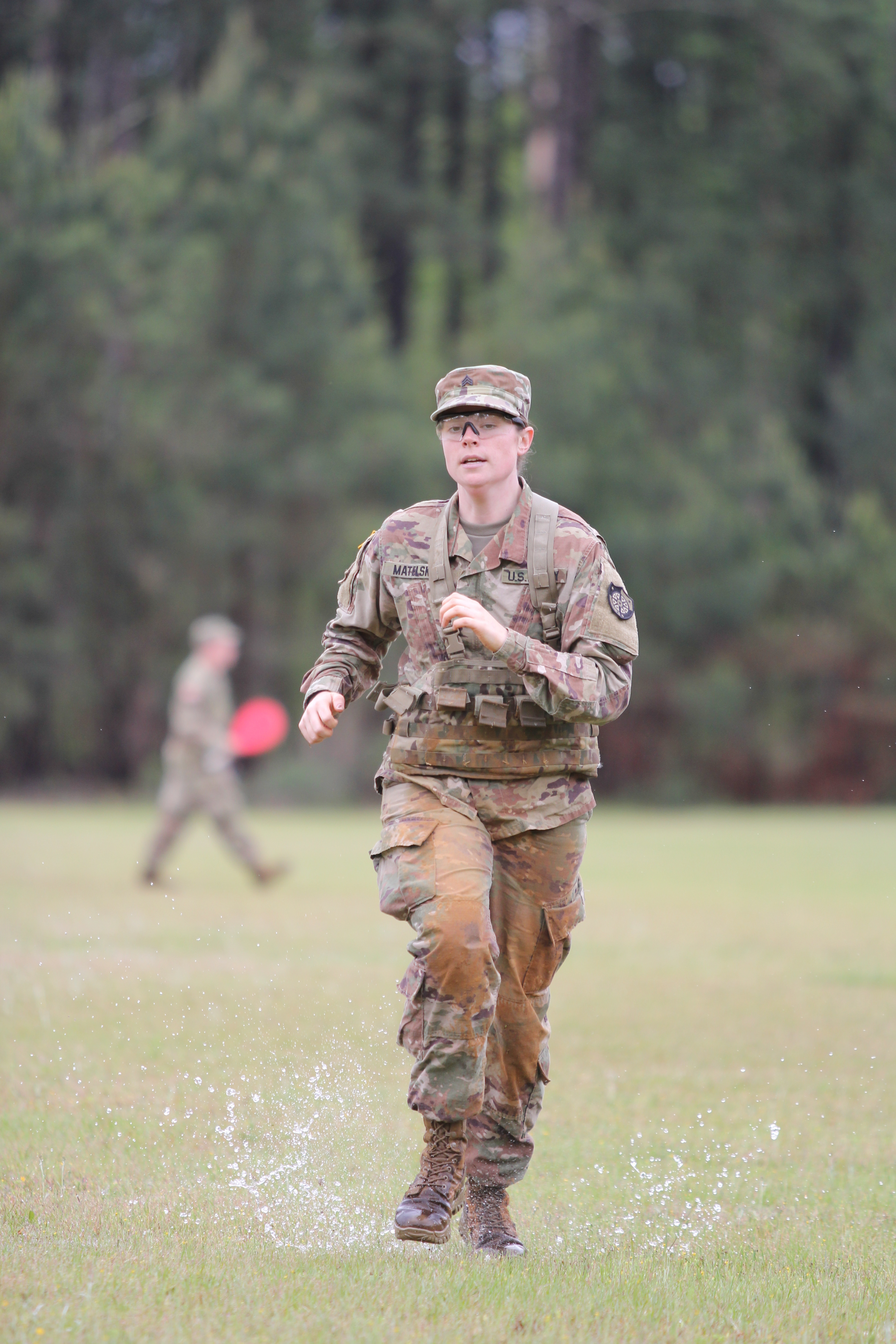
Bài tập rèn luyện sức bền của nữ quân nhân Mỹ

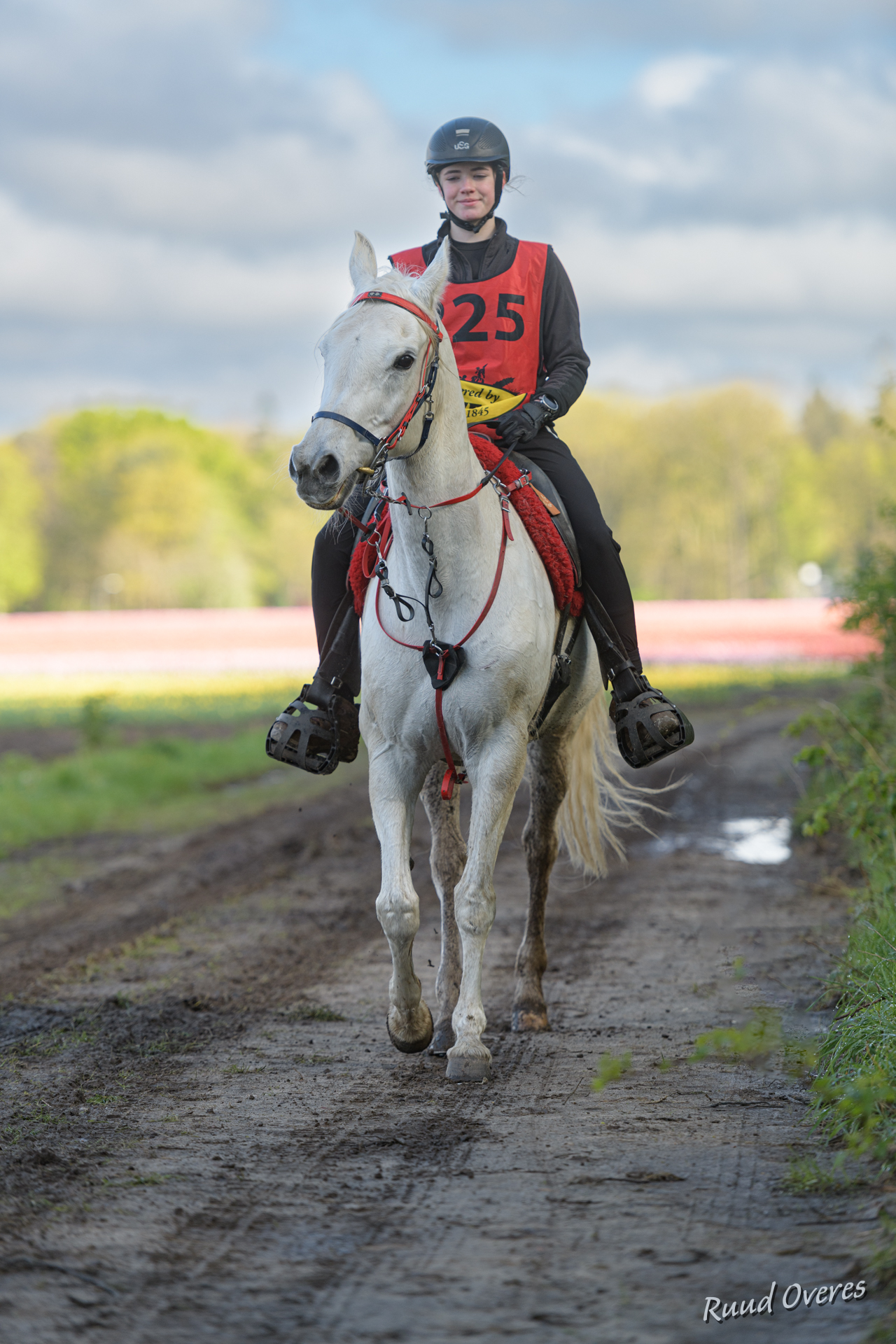
Cưỡi ngựa đường trường là thử thách sức bền cho cả kỵ mã và tuấn mã

Sức bền (Endurance) hay còn gọi là sức chịu đựng (Stamina) hay dai sức hoặc sức dẻo dai là khả năng của một sinh vật để tự vận động và duy trì hoạt động bền bỉ liên tục trong một thời gian dài, cũng như khả năng chống chọi, chịu đựng, phục hồi và có khả năng đề kháng không dính chấn thương, miễn dịch với vết thương hoặc không rơi vào trạng thái mệt mỏi trừ khi một cá nhân cũng thực hiện tập luyện sức mạnh để chống lại tác động này. Khi một người có thể hoàn thành hoặc chịu được nhiều nỗ lực hơn trước đây, sức bền của họ đang tăng lên. Để cải thiện sức bền, họ có thể từ từ tăng lượng tập luyện sức mạnh hoặc thời gian dành cho việc tập luyện; trong một số bài tập, việc lặp lại một động tác nhiều lần hơn sẽ cải thiện nhanh chóng sức mạnh cơ bắp và tăng thể lực nhưng ít ảnh hưởng đến sức bền.

## Đại cương
Sức bền có thể hiểu là năng lực duy trì khả năng vận động trong khoảng thời gian dài nhất mà cơ thể có thể chịu đựng được, đó chính là năng lượng và sự dẻo dai cho phép duy trì sự nỗ lực về mặt thể chất trong một khoảng thời gian nhất định, và là khả năng cơ thể lặp đi lặp lại một hoạt động thể lực ở mức độ nhiều nhất có thể. Nâng cao sức bền là cơ sở để nâng cao thể lực và năng lực vận động của cơ thể nói chung. Sức bền cũng có thể ám chỉ đến đặc điểm tính cách kiên cường về khả năng kiên trì vượt qua tình huống khó khăn, tức là "chịu đựng gian khổ". Trong bối cảnh quân sự, sức bền là khả năng duy trì mức độ sẵn sàng chiến đấu cao, chiến đấu liên tục so với đối thủ trong suốt thời gian của một chiến dịch.
Có hai loại sức bền gồm sức bền tốc độ, chẵng hạn như trong môn bóng đá thì cầu thủ bóng đá chơi đá bóng sẽ lặp đi lặp lại cự ly chạy ngắn (khoảng 20m) ở tốc độ cao nhất với cường độ nhiều nhất có thể và sức bền tim mạch hay còn được gọi là sức bền tim phổi, là khả năng cung cấp oxy của hệ tuần hoàn và hô hấp cho các mô cơ quan của cơ thể trong suốt quá trình hoạt động thể chất, còn trong thể thao, nó được đề cập đến khả năng duy trì bài tập kéo dài của vận động viên trong vài phút, vài giờ hoặc lâu hơn. Sức bền quyết định khả năng vận động của mỗi người và cũng rất giúp ích trong sinh hoạt hàng ngày như việc leo cầu thang hay chạy một đoạn dài ra bãi đậu xe khi có sức bền tốt, đây còn là yếu tố giúp cho những giờ tập tạ, thể hình đạt được hiệu quả, không còn gặp tình trạng mới đẩy vài ba nhịp đã đuối sức.
Tăng sức bền đã được chứng minh là giải phóng endorphin dẫn đến tinh thần tích cực, phấn chấn. Việc tăng sức bền thông qua hoạt động thể chất làm giảm lo lắng, trầm cảm và căng thẳng hoặc nhiều bệnh mãn tính khác. Mặc dù sức bền tốt hơn có thể hỗ trợ hệ thống tim mạch nhưng điều này không có nghĩa là sức bền chắc chắn sẽ cải thiện bất kỳ bệnh tim mạch nào. Hậu quả chuyển hóa chính của quá trình thích nghi của cơ với bài tập sức bền là việc sử dụng glycogen trong cơ và glucose trong máu chậm hơn, phụ thuộc nhiều hơn vào quá trình oxy hóa chất béo và sản xuất ít lactat hơn trong quá trình tập luyện ở một cường độ nhất định. Thiếu sức bền dễ khiến trẻ chậm tăng trưởng về cân nặng và chiều cao, dễ kiệt sức, ảnh hưởng đến sức khỏe tim mạch, thể lực, khả năng ghi nhớ và tập trung khi học.

## Rèn luyện
Tập luyện tăng sức bền (Endurance training) là hành động luyện tập thể dục để tăng sức bền. Thuật ngữ huấn luyện sức bền thường đề cập đến bài tập hiếu khí nhằm rèn luyện hệ thống hiếu khí trái ngược với bài tập kỵ khí. Nhu cầu về sức bền trong thể thao thường được dự đoán là nhu cầu về sức bền tim mạch và sức bền cơ đơn giản, nhưng vấn đề về sức bền phức tạp hơn nhiều. Sức bền có thể được chia thành hai loại bao gồm sức bền tổng quát là sự dai sức khi tham gia những hoạt động kéo dài, có cường độ thấp, cần đến sự tham gia của hầu hết hệ cơ, và sức bền chuyên môn là khả năng duy trì vận động cao trước bài tập nhất định. Sức bền trong thể thao gắn liền chặt chẽ với việc thực hiện kỹ năng và kỹ thuật. Một vận động viên có thể trạng tốt là vận động viên thực hiện kỹ thuật của mình một cách nhất quán và hiệu quả với ít nỗ lực nhất Mấu chốt để đo sức bền là nhịp tim, thể lực trong môn thể thao đạp xe và tốc độ duy trì trong môn chạy bộ. Huấn luyện sức bền liên tục tạo ra nhiều sự thích nghi sinh lý. Các thích ứng tim mạch bao gồm nhịp tim giảm, tăng thể tích nhát bóp của tim, tăng lưu lượng tim. Các bài tập aerobic cũng như bài tập sức bền và bài tập thể lực, bài tập sức kháng lực sẽ tác động đến sự tái cấu trúc tâm thất và sự cải thiện của hệ tim mạch.
Tập luyện là cách duy nhất để có thể phát triển sức bền, không chỉ giúp ổn định thể lực, tăng sức chịu đựng của cơ thể mà còn giúp phòng tránh chấn thương. Để tăng sức bền, phải rèn luyện thường xuyên các hoạt động như đi bộ, bơi lội, chạy bộ giúp nâng cao nhịp tim lên 75-85% nhịp tim tối đa. Người tập nên bắt đầu bài tập một cách chậm rãi, tập luyện từng bước sao cho phù hợp với khả năng thích nghi và trạng thái thể lực của mình. Sau khi cơ thể đã thích nghi với bài tập, có thể tăng cường độ theo một lộ trình phù hợp, trung bình mỗi người nên tập các bài tập tăng sức bền 5 lần một tuần và tối thiểu 20 phút mỗi lần, trước khi tập cần làm bài khởi động để làm nóng người trước khi tập và nghỉ ngơi sau khi tập để cơ thể phục hồi, tránh chấn thương. Một số chương trình cải thiện sức bền trong thể thao như tập luyện cự ly dài, chậm là kiểu tập luyện sức bền phổ biến nhất. Tập luyện nhịp độ bao gồm tập luyện ở cường độ ổn định nhưng khá cao (thường là 20 đến 30 phút với tốc độ ổn định).
Tập luyện ngắt quãng bao gồm các nỗ lực thể chất ngắn, lặp đi lặp lại nhưng cường độ cao (thường từ 3 đến 5 phút, sau đó là thời gian nghỉ ngơi ngắn). Tập luyện vi mạch bao gồm một loạt các bài tập cụ thể được thực hiện trong một thời gian ngắn và luân phiên liên tiếp nhanh chóng mà không cần nghỉ ngơi giữa chừng. Thói quen luyện tập có thể được tùy chỉnh để đáp ứng bất kỳ mục tiêu luyện tập nào của vận động viên. Ngoài việc rèn luyện tim mạch, việc rèn luyện sức mạnh cũng là hoạt động quan trọng trong quá trình tăng sức bền. Nên dành 1-3 ngày mỗi tuần để tập các bài tập tăng cường sức mạnh. Tăng tốc độ tập luyện, thực hiện cùng nhau các động tác tập luyện sẽ càng đốt cháy quá trình trao đổi chất nhanh hơn và điều này sẽ tăng sự bền bỉ cho các cơ bắp. Một số loại thực phẩm giúp tăng cường sức bền, protein là phần không thể thiếu trong chế độ ăn uống khi luyện tập, được bổ sung qua việc ăn cá, thịt gà, thịt bò, hải sản và chế phẩm sữa, trứng, các loại cá như thịt cá hồi có nhiều chất béo lành mạnh omega-3, đặc biệt hiệu quả trong việc giảm viêm, giúp hồi phục, tập luyện bền bỉ.